# Bambo Diaby
Bambo Diaby Diaby (Senegal, 17 de diciembre de 1997) es un futbolista senegalés nacionalizado español que se desempeña como defensa en el Elche C. F. de la Segunda División de España.

## Biografía
Bambo Diaby nació en Senegal, pero con tan solo cuatro años se mudó a Mataró. Se formó en varios equipo de la provincia de Barcelona, hasta que como profesional debutara el 15 de mayo de 2016 con la U. E. Cornellà. En septiembre de ese mismo año es fichado por la U. C. Sampdoria.
El 28 de julio de 2017 fue cedido al Girona F. C., siendo asignado a su filial que competía en Segunda División B.
El 22 de junio de 2018 fue fichado por tres temporadas por el K. S. C. Lokeren. Cumplió una de ellas, ya que al cabo de un año fue traspasado al Barnsley F. C.
Su etapa en Inglaterra estuvo marcada por el dopaje. El 17 de enero de 2020 fue sancionado de manera provisional por haber dado positivo en un control antidopaje, siendo confirmada la sanción el 7 de octubre. A raíz de ello se vio obligado a estar alejado de cualquier actividad futbolística durante dos años. El 31 de enero de 2022, ya cumplida la suspensión, firmó con el Preston North End F. C. hasta final de temporada. Permaneció en el equipo una más y en agosto de 2023 fue traspasado al Sheffield Wednesday F. C.
El 22 de agosto de 2024, tras cinco años en el fútbol inglés, regresó a España para jugar en la Segunda División con el Elche C. F.

## Clubes
Actualizado al último partido disputado el 1 de febrero de 2025.
| Club                                 | Div.          | Temporada     | Liga  | Liga  | Liga   | Copas nacionales | Copas nacionales | Copas nacionales | Torneos internacionales | Torneos internacionales | Torneos internacionales | Total | Total | Total  |
| Club                                 | Div.          | Temporada     | Part. | Goles | Asist. | Part.            | Goles            | Asist.           | Part.                   | Goles                   | Asist.                  | Part. | Goles | Asist. |
| ------------------------------------ | ------------- | ------------- | ----- | ----- | ------ | ---------------- | ---------------- | ---------------- | ----------------------- | ----------------------- | ----------------------- | ----- | ----- | ------ |
| U. E. Cornellà · España              | 2.ª B         | 2015-16       | 1     | 0     | 0      | –                | –                | –                | –                       | –                       | –                       | 1     | 0     | 0      |
| U. E. Cornellà · España              | Total club    | Total club    | 1     | 0     | 0      | –                | –                | –                | –                       | –                       | –                       | 1     | 0     | 0      |
| U. C. Sampdoria · Italia             | 1.ª           | 2016-17       | –     | –     | –      | –                | –                | –                | –                       | –                       | –                       | –     | –     | –      |
| U. C. Sampdoria · Italia             | Total club    | Total club    | –     | –     | –      | –                | –                | –                | –                       | –                       | –                       | –     | –     | –      |
| Mantova 1911 · (cedido) · Italia     | 3.ª           | 2016-17       | 7     | 0     | 0      | –                | –                | –                | –                       | –                       | –                       | 7     | 0     | 0      |
| Mantova 1911 · (cedido) · Italia     | Total club    | Total club    | 7     | 0     | 0      | –                | –                | –                | –                       | –                       | –                       | 7     | 0     | 0      |
| C. F. Peralada · (cedido) · España   | 2.ª B         | 2017-18       | 34    | 4     | 0      | 1                | 0                | 0                | –                       | –                       | –                       | 35    | 4     | 0      |
| C. F. Peralada · (cedido) · España   | Total club    | Total club    | 34    | 4     | 0      | 1                | 0                | 0                | –                       | –                       | –                       | 35    | 4     | 0      |
| K. S. C. Lokeren · Bélgica           | 1.ª           | 2018-19       | 18    | 1     | 0      | 1                | 0                | 0                | –                       | –                       | –                       | 19    | 1     | 0      |
| K. S. C. Lokeren · Bélgica           | Total club    | Total club    | 18    | 1     | 0      | 1                | 0                | 0                | –                       | –                       | –                       | 19    | 1     | 0      |
| Barnsley F. C. Inglaterra            | 2.ª           | 2019-20       | 21    | 1     | 0      | 1                | 0                | 1                | –                       | –                       | –                       | 22    | 1     | 1      |
| Barnsley F. C. Inglaterra            | Total club    | Total club    | 21    | 1     | 0      | 1                | 0                | 1                | –                       | –                       | –                       | 22    | 1     | 1      |
| Preston North End F. C. Inglaterra   | 2.ª           | 2021-22       | 7     | 0     | 0      | –                | –                | –                | –                       | –                       | –                       | 7     | 0     | 0      |
| Preston North End F. C. Inglaterra   | 2.ª           | 2022-23       | 17    | 0     | 0      | 1                | 1                | 0                | –                       | –                       | –                       | 18    | 1     | 0      |
| Preston North End F. C. Inglaterra   | Total club    | Total club    | 24    | 0     | 0      | 1                | 1                | 0                | –                       | –                       | –                       | 25    | 1     | 0      |
| Sheffield Wednesday F. C. Inglaterra | 2.ª           | 2023-24       | 34    | 0     | 1      | 1                | 0                | 0                | –                       | –                       | –                       | 35    | 0     | 1      |
| Sheffield Wednesday F. C. Inglaterra | 2.ª           | 2024-25       | –     | –     | –      | 1                | 0                | 0                | –                       | –                       | –                       | 1     | 0     | 0      |
| Sheffield Wednesday F. C. Inglaterra | Total club    | Total club    | 34    | 0     | 1      | 2                | 0                | 0                | –                       | –                       | –                       | 36    | 0     | 1      |
| Elche C. F. · España                 | 2.ª           | 2024-25       | 16    | 0     | 1      | 2                | 0                | 0                | –                       | –                       | –                       | 18    | 0     | 1      |
| Elche C. F. · España                 | Total club    | Total club    | 16    | 0     | 1      | 2                | 0                | 0                | –                       | –                       | –                       | 18    | 0     | 1      |
| Total carrera                        | Total carrera | Total carrera | 155   | 6     | 2      | 8                | 1                | 1                | –                       | –                       | –                       | 163   | 7     | 3      |
| 1.                                   |               |               |       |       |        |                  |                  |                  |                         |                         |                         |       |       |        |